# 恋がいっぱい
「恋がいっぱい」（原題： You Were on My Mind）は、サンフランシスコのフォークロック・グループ、ウィ・ファイヴ（We Five）がカバーし大ヒットとなった楽曲。

## 概要
カナダの男女デュオ「イアンとシルヴィア」のシルヴィア・フリッカーによって1962年に書かれた。イアンとシルヴィアは1964年1月にシングルとして発表。同年9月発売のアルバム『Northern Journey』にも収録された。
1964年にサンフランシスコで結成されたウィ・ファイヴはA&Mレコードと契約し、本作品をデビュー・シングルに決める。レコーディングに際してメロディと歌詞の変更を行ったのはメンバーのマイケル・スチュワートだった。彼らのバージョンは1965年9月25日付のビルボード・Hot 100で3位を記録した。また、ビルボードのイージーリスニング・チャートで5週連続1位を記録し、ビルボードの1965年の年間チャートの4位を記録した。同年発売のファースト・アルバム
『You Were on My Mind』もアルバム・チャートで32位を記録した。
イアンとシルヴィアは1969年にグレート・スペックルド・バードというグループを結成し、1972年に本作品を発表している。二人の再録音バージョンはカナダのイージーリスニング・チャートで4位を記録した。
なお邦題の「恋がいっぱい」は歌詞の内容と食い違いがある。ウィ・ファイヴのバージョンは次のように歌われる。「今朝目が覚めると／あなたが私の心の中にいた／私はたくさんのトラブルと悩み事を抱え／傷口をしばっているというのに」。

## その他のバージョン
- フリートウッズ - 1965年のアルバム『Folk Rock』に収録。
- バリー・マクガイア - 1965年のアルバム『Eve Of Destruction』に収録。
- ジョー・ダッサン - 1965年のシングル「Comme la lune」のB面。フランス語詞。タイトルは「Ça m'avance à quoi」。
- ポール・アンカ - 1966年のシングル。イタリア語詞。タイトルは「Io ho in mente te」。
- レターメン - 1966年のアルバム『More Hit Sounds of The Lettermen!』に収録。
- ジェイとアメリカンズ - 1970年のアルバム『Wax Museum』に収録。
- スザンナ・ホフス - 1991年のシングル「Only Love」のB面。
- ナンシー・グリフィス - 1998年のアルバム『Other Voices, Too (A Trip Back to Bountiful)』に収録。
- ジェリー・カーラ - 2004年のアルバム『Gran Calà - Anni '60』に収録。イタリア語詞。タイトルは「Ho in mente te」。
- リタ・ウィルソン - 2012年のアルバム『AM/FM』に収録。